# Олейник, Виктор Борисович
Виктор Борисович Олейник (укр. Віктор Борисович Олійник, 30 августа 1960, Кельменцы, Черновицкая область, УССР) — советский и украинский футболист, выступавший на позициях полузащитника и нападающего. Известен благодаря выступлениям за черновицкую «Буковину» (является лучшим бомбардиром в истории клуба). Отец украинского футболиста Дениса Олейника.

## Биография
Начинал играть в футбол в Сумах за «Фрунзенец». Первый тренер — Г. Путевской. Перед сезоном 1982 года перешёл в «Буковину» (Черновцы), с которой в том же году выиграл украинскую зону Второй лиги. В сезонах 1985 и 1986 годов выступал в Первой лиге за «Металлург» (Запорожье), хотя имел и предложения от клуба Высшей лиги — харьковского «Металлиста» (переговоры вел лично главный тренер команды Евгений Лемешко).
В 1987 году вернулся в «Буковину», где сразу стал основным форвардом и смог выиграть чемпионскую гонку лучших бомбардиров чемпионата республики (30 голов). В следующем сезоне стал лучшим бомбардиром команды (24 гола) и помог клубу победить в своей зоне Второй лиги, но попасть в Первую лигу снова не удалось. Тогда черновицкую команду тренировал известный специалист Ефим Школьников, который также привел «Буковину» к 2-му месту в зоне в следующем году. Накануне сезона 1990 года результативного футболиста пригласили «Карпаты» (Львов), но по семейным обстоятельствам (в Черновцах рос его 2-летний сын, будущий футболист Денис) провел только 5 игр.
С 1994 по 1995 год выступал в составе кировоградской «Звезды», с которой становился победителем Первой украинской лиги. Именно в чемпионском сезоне 1994/1995 был лучшим бомбардиром команды (13 голов). В 1996 году во второй раз стал призером Первой лиги, однако подняться в классе его родной «Буковине» было не суждено. После чего Виктор провел еще два сезона и завершил карьеру игрока.
Также на протяжении своей карьеры выступал за зарубежные клубы — польскую «Краковию», болгарский «Хасково» и молдавский «Нистру».
Живёт в Черновцах. Тринадцать лет работал в структуре «Буковины», в том числе 10 лет — тренером и 3 года — спортивным директором.

## Достижения

### В качестве игрока

#### Командные
- Победитель чемпионата УССР (2): 1982, 1988
- Серебряный призёр чемпионата УССР: 1989
- Победитель первой лиги Украины: 1995
- Серебряный призёр первой лиги Украины: 1996

#### Личные
- Лучший бомбардир в истории «Буковины»: 142 гола
- Член символического клуба Евгения Деревяги[укр.] (8-й в списке бомбардиров): 137 голов[1].
- Лучший бомбардир чемпионата УССР (1): 1987 (30 голов)

### В качестве тренера
- Победитель Второй лиги Украины (2): 2000 (помощник Юрия Гия), 2010 (помощник Вадима Зайца)